# 538
| [ Edytuj tabelę ]          |                                                                  |
| Król Aksum                 | - 520 Kaleb 540                                                  |
| Cesarz Bizancjum           | - 527 Justynian I Wielki 565                                     |
| Cesarz Chin                | - 502 Liang Wudi 549                                             |
| Król Essexu                | - 527 Aescwine 587                                               |
| Król Franków               | - 511 Childebert I 558 - 534 Teodebert I 548 - 511 Chlotar I 561 |
| Król Kentu                 | - 522 Eormenric 560                                              |
| Patriarcha Konstantynopola | - 536 Menas 552                                                  |
| Władca Korei               | - 531 Anwŏn 545                                                  |
| Król Mercji                | - 501 Cnebba (?) 566                                             |
| Król Munsteru              | - 527 Crimthann 547                                              |
| Król Ostrogotów            | - 536 Witiges 540                                                |
| Papież                     | - 537 Wigiliusz 555                                              |
| Król Persji                | - 531 Chosrow I 579                                              |
| Król Wizygotów             | - 531 Teudis 548                                                 |

Rok 538 / DXXXVIII
stulecia: V wiek ~
VI wiek ~
VII wiek

lata: 528 «
533 «
534 «
535 «
536 «
537 «
538
» 539
» 540
» 541
» 542
» 543
» 548

## Wydarzenia
- 12 marca – Ostrogoci pod wodzą Witigesa odstąpili od oblężenia Rzymu.
- Na dwór japońskiego cesarza przysłano pierwszy posąg Buddy i pisma buddyjskie; początek buddyzmu w Japonii.

## Urodzili się
- 30 listopada – Grzegorz z Tours, frankoński kronikarz, biskup (zm. 594)

## Zmarli
- 6 marca – Frydolin z Säckingen, benedyktyn, misjonarz, święty (ur. ?)